# Peter Burschel (Forstwissenschaftler)
Peter Burschel (* 16. September 1927 in Kassel; † 23. Juli 2013) war ein deutscher Forstwissenschaftler.

## Werdegang
Burschel promovierte 1955 und habilitierte sich 1961. Von 1966 bis 1972 war er Professor für Waldbau und Direktor des Instituto de Silvicultura y Reforestación an der Universidad Austral de Chile. Von 1972 bis 1994 war er Ordinarius für Waldbau und Forsteinrichtung an der Ludwig-Maximilians-Universität München. Bis 1997 war er Codirector des Centro Investigación y Extensión Forestal Andino Patagonico in Esquel (Argentinien).
Er schuf wichtige Grundlagen zum Verständnis der Verjüngungsökologie von Buchen- und Bergmischwäldern und war ein Pionier auf dem Gebiet der Beeinflussung des Kohlenstoffdioxidgehalts der Atmosphäre durch forstliche Maßnahmen.
Als Leiter des Universitätswaldes setzte Burschel früh auf höhere Abschüsse beim Schalenwild, um eine natürliche Verjüngung des Waldes zu gewährleisten. Burschel war zudem eines der Gründungsmitglieder des Ökologischen Jagdverein Bayern (ÖJV Bayern).
1994 wurde er von Technischen Universität Dresden „in Anerkennung der hervorragenden wissenschaftlichen Leistungen auf dem Gebiet der Waldbauforschung“ ehrenpromoviert.